# العلاقات الإستونية الكورية الشمالية
العلاقات الإستونية الكورية الشمالية هي العلاقات الثنائية التي تجمع بين إستونيا وكوريا الشمالية.

## مقارنة بين البلدين
هذه مقارنة عامة ومرجعية للدولتين:
| وجه المقارنة                                              | إستونيا                                                                             | كوريا الشمالية                        |
| --------------------------------------------------------- | ----------------------------------------------------------------------------------- | ------------------------------------- |
| المساحة (كم2)                                             | 45.34 ألف                                                                           | 120.54 ألف                            |
| عدد السكان (نسمة)                                         | 1.32 مليون                                                                          | 25.49 مليون                           |
| الكثافة السكانية (ن./كم²)                                 | 29.11                                                                               | 211.47                                |
| العاصمة                                                   | تالين                                                                               | بيونغيانغ                             |
| اللغة الرسمية                                             | اللغة الإستونية                                                                     | لغة كوريا الشمالية القياسية ‏          |
| العملة                                                    | يورو، كرون إستوني، كرون إستوني، المارك الإستوني                                     | وون كوري شمالي                        |
| الناتج المحلي الإجمالي (بليون دولار)                      | 25.92 مليار                                                                         |                                       |
| الناتج المحلي الإجمالي (تعادل القوة الشرائية) بليون دولار | 38.11 مليار                                                                         |                                       |
| الناتج المحلي الإجمالي الاسمي للفرد دولار أمريكي          | 17.79 ألف                                                                           |                                       |
| الناتج المحلي الإجمالي للفرد دولار أمريكي                 | 28.14 ألف                                                                           |                                       |
| مؤشر التنمية البشرية                                      | 0.871                                                                               |                                       |
| رمز المكالمات الدولي                                      | +372                                                                                | +850                                  |
| رمز الإنترنت                                              | .ee                                                                                 | .kp                                   |
| المنطقة الزمنية                                           | ت ع م+02:00، ت ع م+03:00، توقيت شرق أوروبا، أوروبا/تالين ‏، توقيت شرق أوروبا الصيفي ‏ | ت ع م+08:30، ت ع م+08:30، ت ع م+09:00 |

## منظمات دولية مشتركة
يشترك البلدان في عضوية مجموعة من المنظمات الدولية، منها:
| علم المنظمة | اسم المنظمة                   | تاريخ انضمام إستونيا | تاريخ انضمام كوريا الشمالية |
| ----------- | ----------------------------- | -------------------- | --------------------------- |
|             | يونسكو                        | 14 أكتوبر 1991       | 18 أكتوبر 1974              |
|             | الاتحاد البريدي العالمي       | ?                    | ?                           |
|             | الاتحاد الدولي للاتصالات      | 19 مايو 1922         | ?                           |
|             | الأمم المتحدة                 | 17 سبتمبر 1991       | 17 سبتمبر 1991              |
|             | المنظمة الهيدروغرافية الدولية | ?                    | ?                           |

## وصلات خارجية
- موقع وزارة الخارجية الإستونية
- موقع وزارة الخارجية الكورية الشمالية